# Trois jours de Vaucluse
Les Trois jours de Vaucluse étaient une course cycliste par étapes française disputée dans le département du Vaucluse. Sa première édition a eu lieu en mars 2007. Elle fait partie de l'UCI Europe Tour, en catégorie 2.2. Elle est organisée par Bernard Morénas et l'Union Cycliste Sud Luberon. L'édition 2010, prévue fin février, est annulée en raison de problèmes financiers, tout comme celles des années suivantes.

## Palmarès
| Année | Vainqueur        | Deuxième        | Troisième       |
| ----- | ---------------- | --------------- | --------------- |
| 2007  | Sébastien Turgot | Nicolas Vogondy | Andrey Klyuev   |
| 2008  | Nicolas Vogondy  | Jakob Fuglsang  | Sergey Firsanov |
| 2009  | David Le Lay     | Maxime Bouet    | Martin Pedersen |